# HMS Colossus (1787)
 (février 2024).
Si vous disposez d'ouvrages ou d'articles de référence ou si vous connaissez des sites web de qualité traitant du thème abordé ici, merci de compléter l'article en donnant les références utiles à sa vérifiabilité et en les liant à la section « Notes et références ».
Pour les autres navires du même nom, voir HMS Colossus.
Le HMS Colossus est un navire de ligne de classe Courageux avec 74 canons (3e rang) en service dans la Royal Navy.
Il a combattu notamment lors de la bataille de Groix et de la bataille du cap Saint-Vincent.

## Histoire
Durant l'hiver 1798-1799, le Colossus, alors basé à Naples entreprend un voyage retour vers les îles britanniques.
Il transporte notamment un contingent de soldats anglais blessés durant la bataille d'Aboukir contre Napoléon et une très précieuse cargaison d'objets antiques rassemblée par Lord Hamilton (ambassadeur britannique au royaume de Naples connu pour son ménage à trois avec Lady Hamilton et Horatio Nelson).
Le navire atteint les îles Sorlingues (ou îles Scilly) au large de la Cornouaille anglaise le 7 décembre 1798 alors qu'une tempête se prépare. Il trouve un abri précaire dans le chenal de Ste Mary, mais une violente houle finit par casser les câbles d'ancre et le navire, qui dérive, s'éventre sur un écueil de Samson island. Evacué avec de très faibles pertes en vies humaines le navire est malmené par une succession de gros temps. Le 15 décembre il démâte et il devient évident qu'il ne pourra pas être renfloué.
Un brick de la marine anglaise parvient cependant à accoster l'épave à la faveur d'une embellie et à sauver des marchandises… et le cercueil contenant la dépouille de l'amiral Molyneux Shuldam, mais les inestimables collections de vases et statues antiques de Lord Hamilton vont au fond avec le navire qui coule définitivement début janvier 1799.
À la fin des années 1960 des recherches ont été entreprises grâce à l'invention, alors récente, du scaphandre autonome et un plongeur sauveteur Roland Morris repère l'épave en 1974 et remonte de nombreux artefacts qui seront très laborieusement restaurés et exposés au British Museum.
Des sculptures en bois de la poupe (les vaisseaux de ligne du XVIIe siècle étaient richement ornés) ont été retrouvés ultérieurement, en 2000 et 2001 par la plongeuse locale Carmen Stevens et exposés dans les jardins de l'Abbaye de Tresco.
Des campagnes de fouilles continuent actuellement sur l'épave qui a été déclarée site protégé et est interdite à la plongée loisir.